# Flughafen Brindisi

i7
i11
i13
Der Flughafen Brindisi-Casale (italienisch Aeroporto di Brindisi-Casale – Aeroporto del Salento; IATA-Code: BDS, ICAO-Code: LIBR) ist ein internationaler Flughafen drei Kilometer nördlich von Brindisi, Italien.
Zusammen mit dem Flughafen Bari wickelt er den größten Teil des kommerziellen Luftverkehrs in Apulien ab. Die wichtigsten Verbindungen sind die nach Rom-Fiumicino und Mailand-Linate der ITA Airways.

## Geschichte
Der Hafen von Brindisi diente ab 1916 als Stützpunkt für militärische Wasserflugzeuge. Neben den militärischen Anlagen entstanden zwischen 1923 und 1925 am Hafen auch Abfertigungseinrichtungen für zivile Flugboote, die in den 1920er Jahren in Italien bei der Abwicklung des kommerziellen Flugverkehrs im Vordergrund standen. Konventionelle Landflugzeuge nutzen seinerzeit den knapp zehn Kilometer westlich von Brindisi gelegenen Flugplatz San Vito dei Normanni. Ab 1928 war Brindisi eine wichtige Station für kommerzielle Flüge nach Albanien, Griechenland, die Türkei und in den Orient. Zwischen 1931 und 1937 erweiterte man die an der Hafeneinfahrt von Brindisi gelegenen Einrichtungen, indem man unmittelbar nördlich einen Flugplatz für Landflugzeuge einrichtete, womit beide Arten von Flugzeugen an einer zusammenhängenden Anlage abgefertigt werden konnten. Im Zweiten Weltkrieg stand die militärische Nutzung im Vordergrund, kommerzielle Flüge wurden aber noch bis 1943 durchgeführt. Von November 1941 bis September 1943 befand sich eine Fliegerhorstkommandantur der Luftwaffe der Wehrmacht hier. Aufgrund seiner Lage wurde er für Transportflüge über das Mittelmeer genutzt. Dazu waren hier Einheiten mit Junkers Ju 52 Transportflugzeugen, wie die III./KG z.b.V. 1, die KGr. z.b.V. 800, die KGr. z.b.V. 400, die KGr. z.b.V. 600 und die KGr. z.b.V. 102 abwechselnd stationiert.
Im Jahr 1947 überließ man einen Teil im Westen des Flughafengeländes ganz der zivilen Luftfahrt. Dort entstand ein Passagierterminal mit Vorfeld und sonstigen Einrichtungen. Die italienische Luftwaffe blieb dennoch Eigentümerin des Flughafens. Im Süden und Osten des Geländes stationierte sie bis 1994 Kampfflugzeuge und bis 2012 Rettungshubschrauber. Seit 1994 wird der militärische Teil vorwiegend von den Vereinten Nationen genutzt. Dort befindet sich ein großes Logistikzentrum des Welternährungsprogramms der Vereinten Nationen (United Nations Logistics Base - UNLB und United Nations Humanitarian Response Depot - UNHRD), weswegen der Flughafen auch ein Drehkreuz des Humanitären Flugdienstes der Vereinten Nationen ist. Der militärische Teil ist durch eine Rollbahn weiterhin mit den ehemaligen Abfertigungseinrichtungen für Flugboote am Hafen verbunden, wodurch das Logistikzentrum auch Seetransporte abwickeln kann.
Im Jahr 2005 übergab die italienische Luftwaffe den Flughafen Brindisi der Zivilluftfahrtbehörde ENAC, behielt sich jedoch die militärische Mitnutzung vor. Den Betrieb des zivilen Teiles übernahm die apulische Flughafengesellschaft SEAP.

## Fluggesellschaften und Ziele
Mit Stand vom Dezember 2024 werden Brindisi aus Ziele in Italien, Mittel- und Westeuropa angeflogen. In den deutschsprachigen Ländern werden Basel, Düsseldorf, Genf, Köln-Bonn, München, Stuttgart und Zürich bedient.

## Verkehrszahlen
| Jahr | Fluggastaufkommen | Luftfracht (Tonnen) (mit Luftpost) | Flugbewegungen |
| ---- | ----------------- | ---------------------------------- | -------------- |
| 2019 | 2.697.749         | 11                                 | 21.913         |
| 2018 | 2.478.856         | 56                                 | 21.049         |
| 2017 | 2.321.147         | 89                                 | 18.872         |
| 2016 | 2.329.509         | 15                                 | 18.955         |
| 2015 | 2.258.292         | 28                                 | 18.042         |
| 2014 | 2.163.742         | 12                                 | 17.257         |
| 2013 | 1.992.722         | 15                                 | 16.113         |
| 2012 | 2.101.045         | 67                                 | 17.692         |
| 2011 | 2.058.057         | 75                                 | 17.340         |
| 2010 | 1.606.322         | 154                                | 14.528         |
| 2009 | 1.091.270         | 359                                | 11.465         |
| 2008 | 984.300           | 131                                | 12.581         |
| 2007 | 929.854           | 256                                | 11.169         |
| 2006 | 815.541           | 523                                | 10.696         |
| 2005 | 794.378           | 736                                | 10.688         |
| 2004 | 765.753           | 804                                | 9.603          |
| 2003 | 716.544           | 1.913                              | 9.244          |
| 2002 | 629.218           | 356                                | 8.076          |
| 2001 | 611.996           | 255                                | 8.350          |
| 2000 | 614.140           | 314                                | 10.550         |

## Zwischenfälle
- Am 27. Januar 1959 verließ eine Avro Tudor IV „Super Trader“ der Air Charter Limited (Luftfahrzeugkennzeichen G-AGRG) bei starkem Seitenwind während des Starts die Startbahn; danach riss das linke Hauptfahrwerk ab. Die auf dem Weg nach Australien befindliche Frachtmaschine explodierte und brannte aus, wobei zwei der sechs Besatzungsmitglieder ums Leben kamen.[5]

- Am 9. Juli 1962 schlug eine Douglas DC-4-1009 der libanesischen Trans Mediterranean Airways (OD-AEC) nach dem Abheben vom Flughafen Brindisi 2200 m hinter dem Startbahnende im Meer auf. Mit der auf dem Weg zum Flughafen Beirut befindlichen Frachtmaschine konnte nach dem Ausfall zweier Triebwerke die Höhe nicht mehr gehalten werden. Hinzu kam Übermüdung der sechsköpfigen Besatzung, die bei dem Unfall getötet wurde.[6]

## Bilder

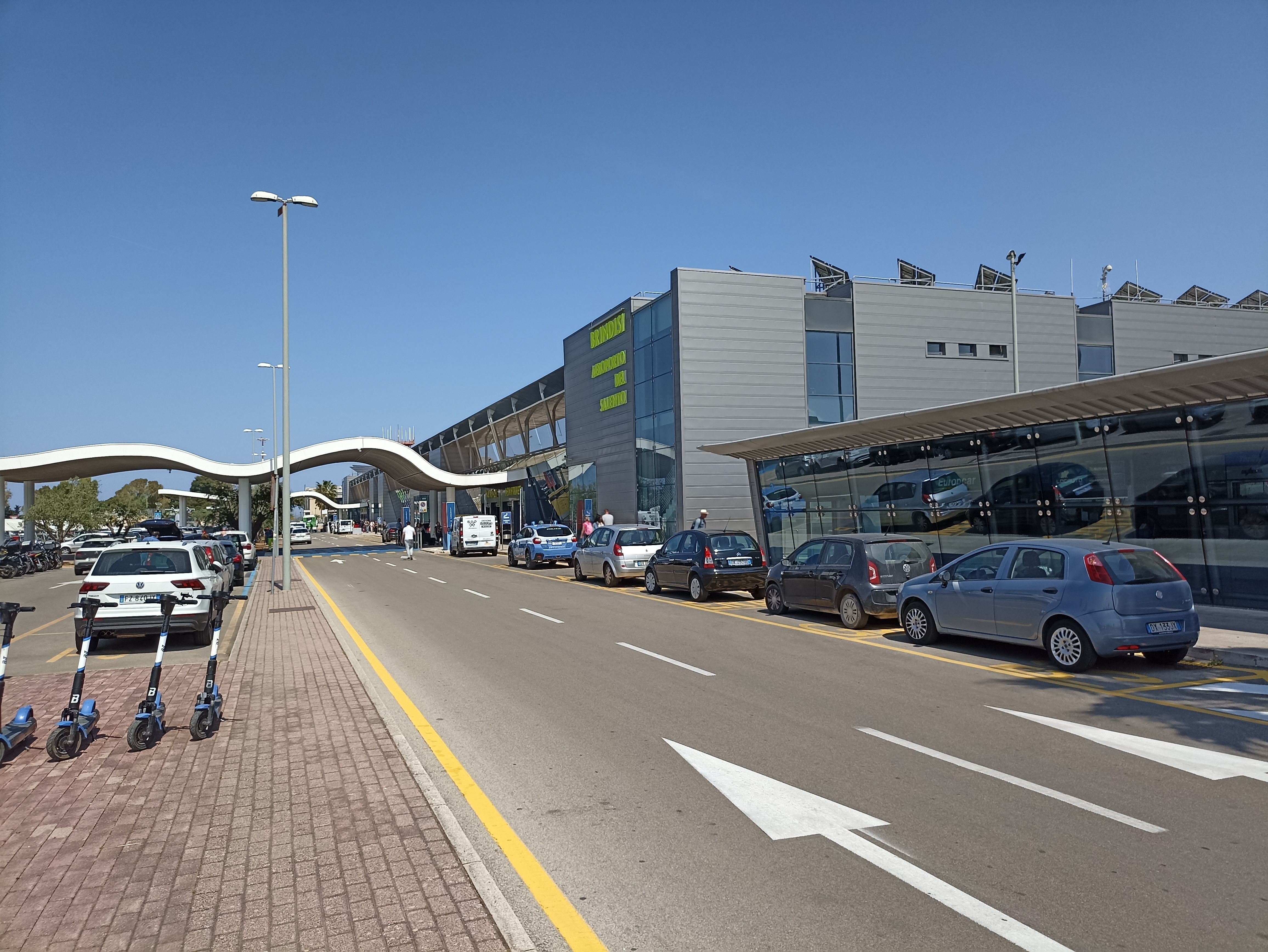
Terminal außen
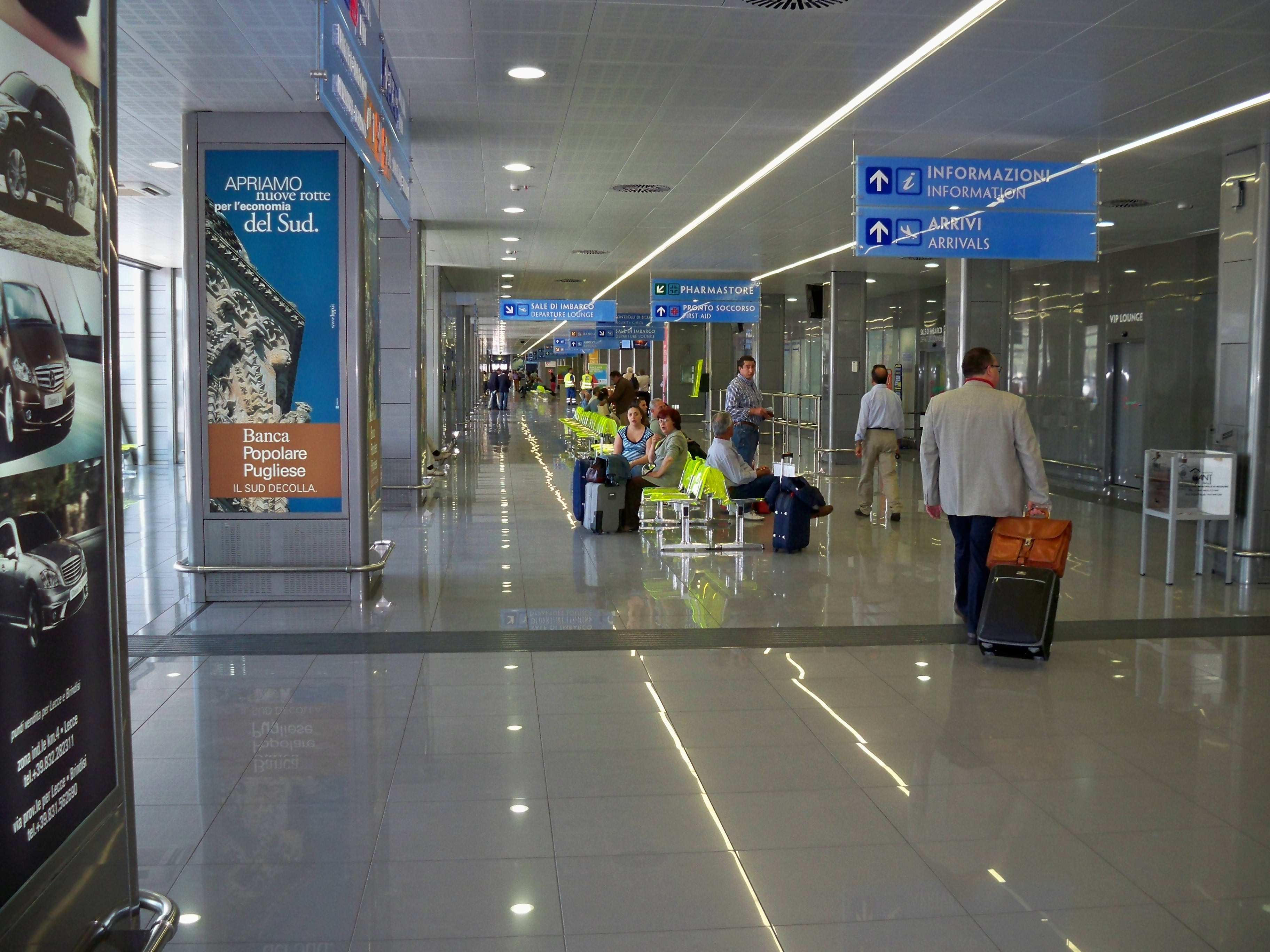
Terminal innen
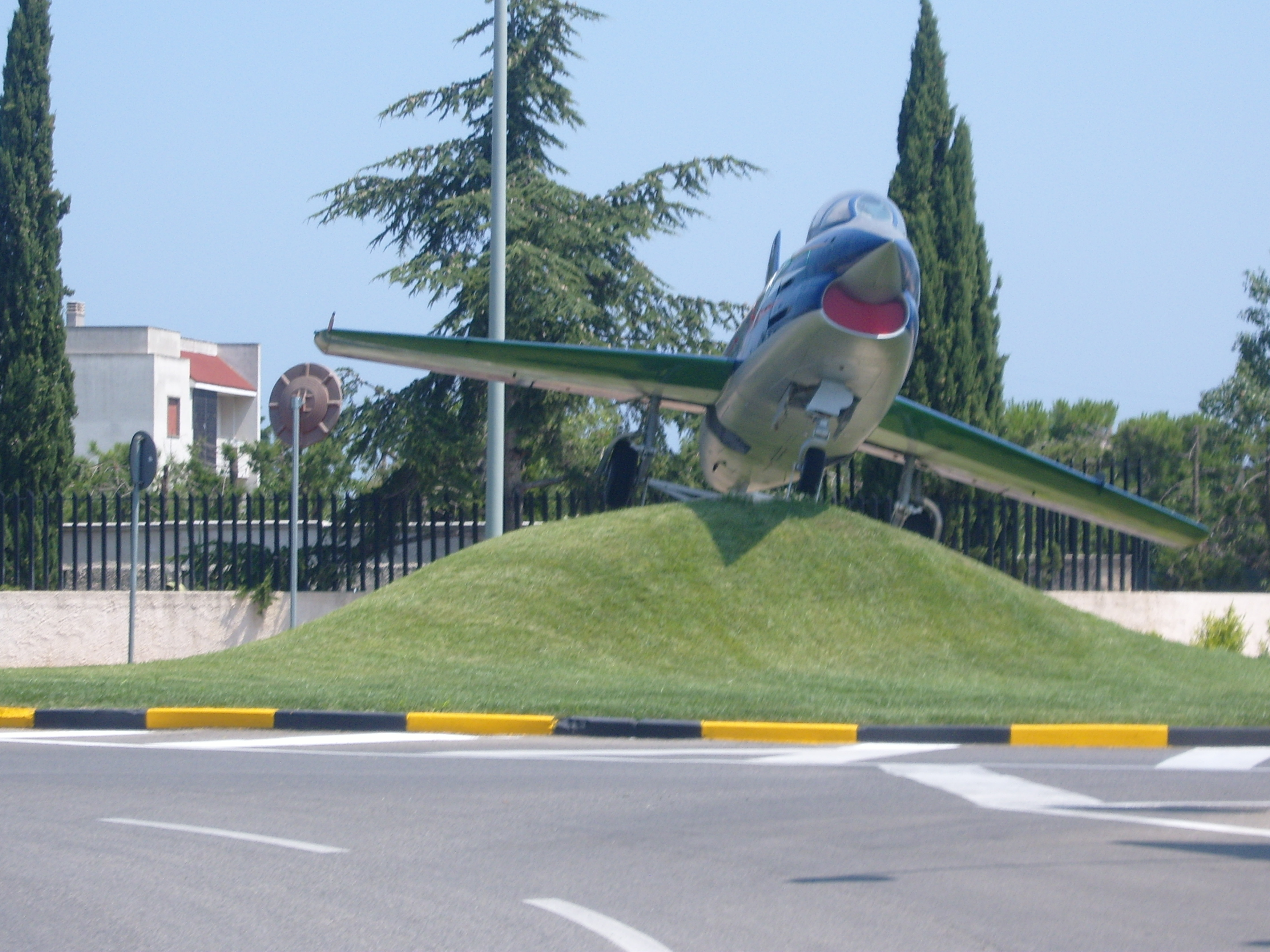
Fiat G.91 als Gate Guardian
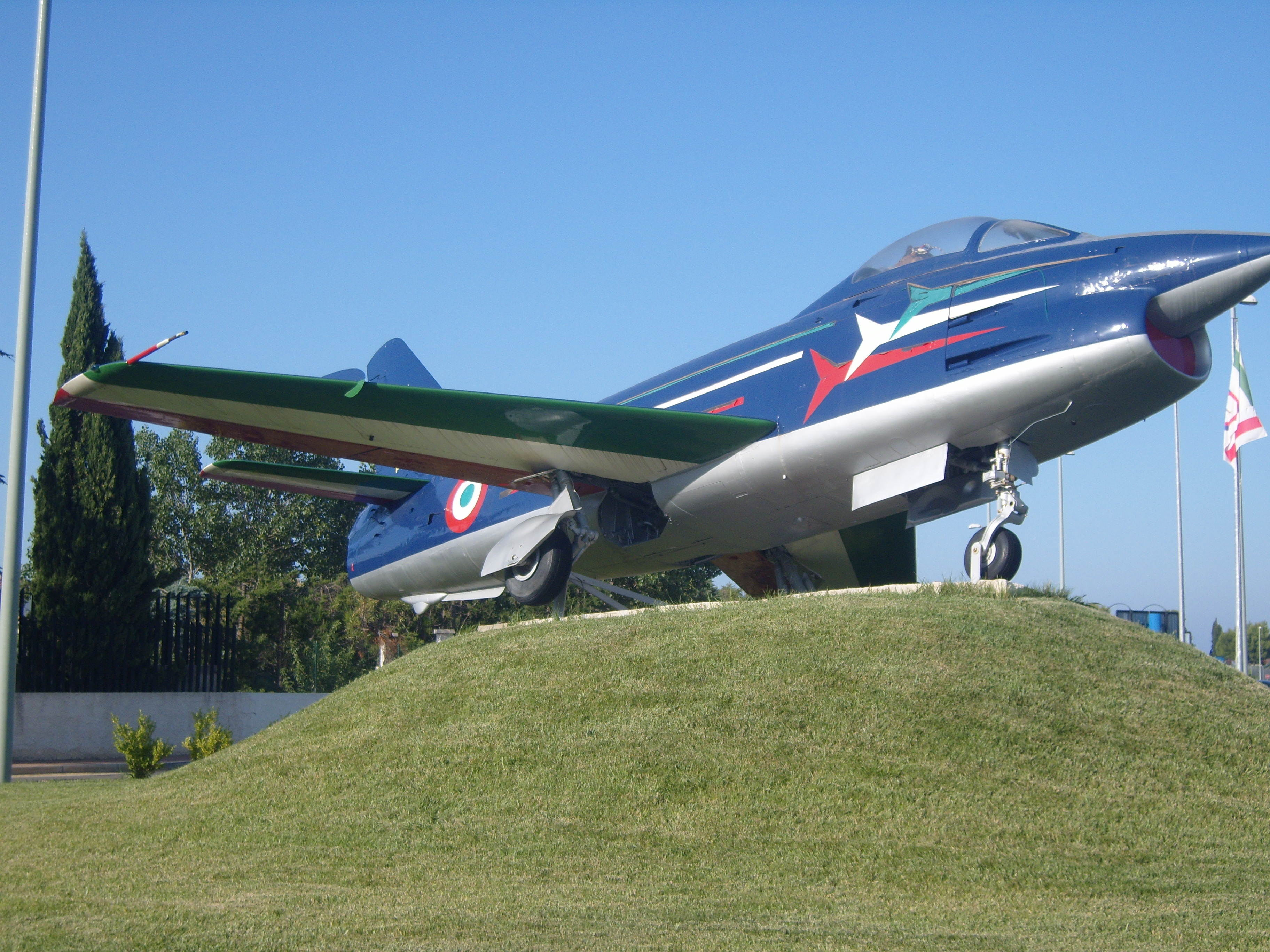
G. 91 in Brindisi